# Цветановац
Цветановац (или Цветановци) је насеље у Србији у општини Љиг у Колубарском округу. Према попису из 2022. било је 323 становника. Цветановац је село које има дугу историју. Село се помиње још у 14 веку. У селу је до Косовског боја живела фамилија Слепчевић, која је после најезде Турака побегла у околину Шапца. У селу од давнина постоји црква, о којој је Јоаким Вујић писао. Село је по прилично брдовито(веће узвишење Пландиште). У селу постоје два потока(Јошева Богавица).
Цветановац је познат по природним лепотама!

## Демографија
У насељу Цветановац живи 483 пунолетна становника, а просечна старост становништва износи 43,5 година (43,0 код мушкараца и 44,0 код жена). У насељу има 200 домаћинстава, а просечан број чланова по домаћинству је 2,97.
Ово насеље је великим делом насељено Србима (према попису из 2002. године), а у последња три пописа, примећен је пораст у броју становника.
Насеље има цркву која је посвећена Сабору Светог Архангела Гаврила. Она је освећена 12. октобра 2008. године, а служио је Његово Преосвештенство Епископ ваљевски Г. Милутин.
|  |

| Демографија | Демографија | Демографија |
| Година      | Становника  | Становника  |
| ----------- | ----------- | ----------- |
| 1948.       | 638         |             |
| 1953.       | 649         |             |
| 1961.       | 621         |             |
| 1971.       | 549         |             |
| 1981.       | 500         |             |
| 1991.       | 548         | 543         |
| 2002.       | 594         | 618         |

| Етнички састав према попису из 2002.‍ | Етнички састав према попису из 2002.‍ | Етнички састав према попису из 2002.‍ | Етнички састав према попису из 2002.‍ | Етнички састав према попису из 2002.‍ |
| ------------------------------------ | ------------------------------------ | ------------------------------------ | ------------------------------------ | ------------------------------------ |
|                                      |                                      |                                      |                                      |                                      |
| Срби                                 | Срби                                 |                                      | 590                                  | 99,32%                               |
| Црногорци                            | Црногорци                            |                                      | 3                                    | 0,50%                                |
| Румуни                               | Румуни                               |                                      | 1                                    | 0,16%                                |
| непознато                            | непознато                            |                                      | 0                                    | 0,0%                                 |

| Година пописа     | 1948. | 1953. | 1961. | 1971. | 1981. | 1991. | 2002. |
| ----------------- | ----- | ----- | ----- | ----- | ----- | ----- | ----- |
| Број домаћинстава | 131   | 137   | 155   | 157   | 141   | 186   | 200   |

| Број чланова      | 1  | 2  | 3  | 4  | 5  | 6  | 7 | 8 | 9 | 10 и више | Просек |
| ----------------- | -- | -- | -- | -- | -- | -- | - | - | - | --------- | ------ |
| Број домаћинстава | 39 | 53 | 40 | 35 | 18 | 12 | 2 | 0 | 0 | 1         | 2,97   |

| Пол    | Укупно | Неожењен/Неудата | Ожењен/Удата | Удовац/Удовица | Разведен/Разведена | Непознато |
| ------ | ------ | ---------------- | ------------ | -------------- | ------------------ | --------- |
| Мушки  | 256    | 69               | 159          | 17             | 7                  | 4         |
| Женски | 254    | 48               | 153          | 43             | 6                  | 4         |
| УКУПНО | 510    | 117              | 312          | 60             | 13                 | 8         |

| Пол    | Укупно                    | Пољопривреда, лов и шумарство | Рибарство                            | Вађење руде и камена | Прерађивачка индустрија       |
| ------ | ------------------------- | ----------------------------- | ------------------------------------ | -------------------- | ----------------------------- |
| Мушки  | 147                       | 61                            | 0                                    | 12                   | 24                            |
| Женски | 118                       | 62                            | 0                                    | 3                    | 15                            |
| УКУПНО | 265                       | 123                           | 0                                    | 15                   | 39                            |
| Пол    | Производња и снабдевање   | Грађевинарство                | Трговина                             | Хотели и ресторани   | Саобраћај, складиштење и везе |
| Мушки  | 6                         | 8                             | 7                                    | 5                    | 8                             |
| Женски | 1                         | 0                             | 10                                   | 3                    | 0                             |
| УКУПНО | 7                         | 8                             | 17                                   | 8                    | 8                             |
| Пол    | Финансијско посредовање   | Некретнине                    | Државна управа и одбрана             | Образовање           | Здравствени и социјални рад   |
| Мушки  | 0                         | 3                             | 7                                    | 1                    | 2                             |
| Женски | 0                         | 4                             | 6                                    | 6                    | 7                             |
| УКУПНО | 0                         | 7                             | 13                                   | 7                    | 9                             |
| Пол    | Остале услужне активности | Приватна домаћинства          | Екстериторијалне организације и тела | Непознато            | Непознато                     |
| Мушки  | 3                         | 0                             | 0                                    | 0                    | 0                             |
| Женски | 1                         | 0                             | 0                                    | 0                    | 0                             |
| УКУПНО | 4                         | 0                             | 0                                    | 0                    | 0                             |

## Галерија
- путељак
- стара сеоска кућа
- Црква Сабор Св. Архангела Гаврила у Цветановцу